# New York State Route 20SY

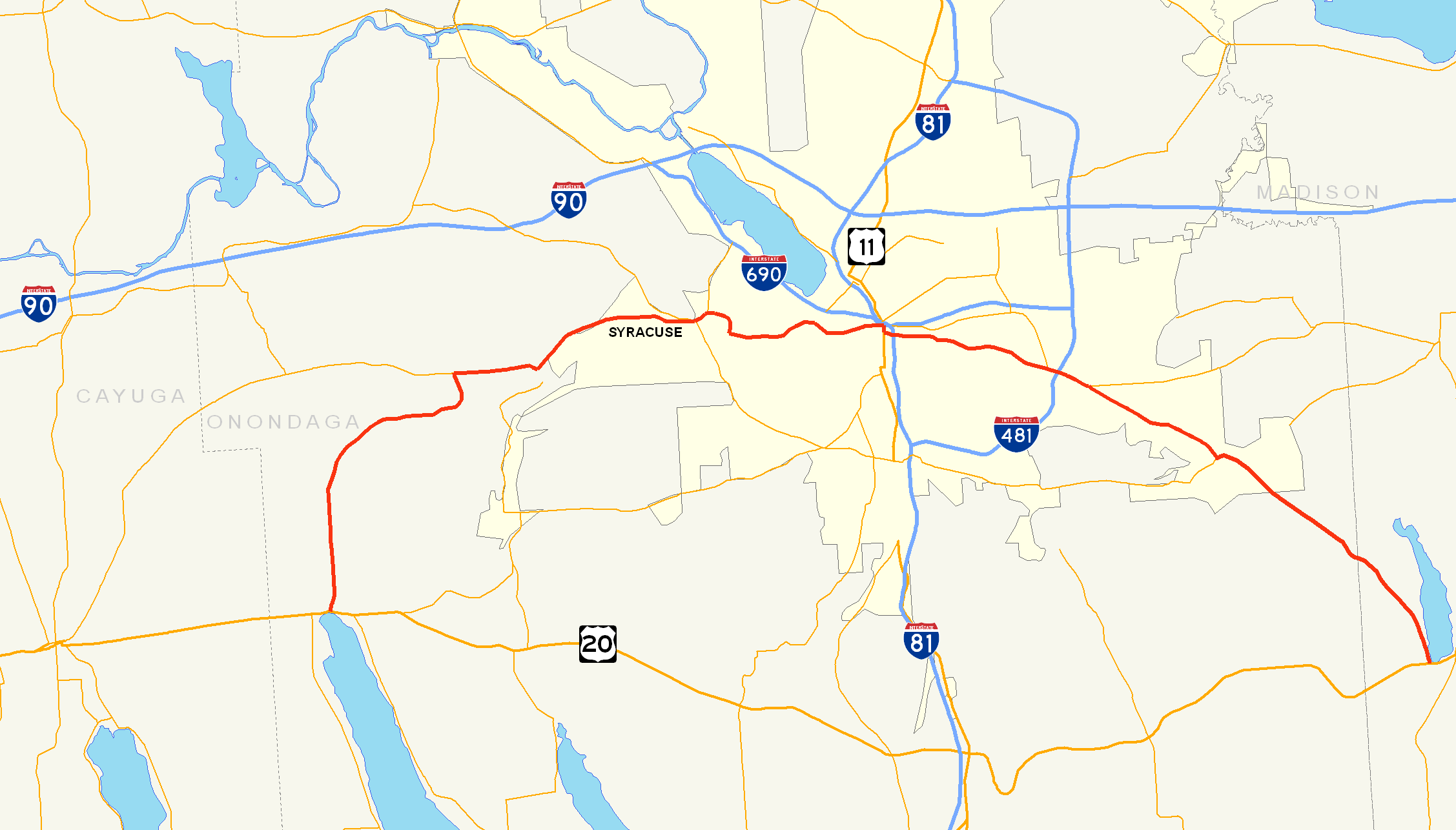
Plan de la route.

Pour les articles homonymes, voir Route 20.
 (avril 2016).
Si vous disposez d'ouvrages ou d'articles de référence ou si vous connaissez des sites web de qualité traitant du thème abordé ici, merci de compléter l'article en donnant les références utiles à sa vérifiabilité et en les liant à la section « Notes et références ».
La New York State Route 20SY (NY 20SY) est une ancienne autoroute d'État à proximité de Syracuse, dans l'État de New York aux États-Unis. Elle reliait l'U.S. Route 20 (US 20) au centre-ville de Syracuse en passant par les villes de Skaneateles, Camillus, Manlius, et Cazenovia dans le Comté d'Onondaga et le Comté de Madison. L'autoroute commençait à l'intersection de l'U.S. Route 20 et de l'autoroute NY 321 (en) à Skaneateles et prenait fin à l'intersection de l'US 20, de la  NY 20N (en), et de la  NY 92 (en) près de Cazenovia. La majorité des portions de la NY 20SY étaient confondues avec d'autres routes.
La NY 20SY a été mise en service en 1951, en place de tronçons préexistants des autoroutes NY 321 (en), NY 5 (en), NY 92 (en), et NY 20N (en). Elle fut déclassée en 1962.

## Description
(avril 2016).